# Francisco Stromp
Francisco Stromp (Lisboa, Anjos, 21 de Maio de 1892 – Lisboa, 1 de Julho de 1930) foi um jogador e treinador de futebol, sócio fundador e dirigente do Sporting Clube de Portugal.

## Biografia e Carreira
Terceiro de seis filhos e filhas de Francisco dos Reis Stromp, Director Interino do Hospital de São José e Director do Hospital da Estefânia e do Hospital de Arroios, natural da freguesia da Sé, Faro, e de sua mulher Elisa Amélia Lima de Oliveira Roxo, natural de Lisboa, Francisco Stromp nasceu no Largo do Intendente em Lisboa, a 21 de maio de 1892, tendo sido batizado na igreja dos Anjos a 25 de dezembro de 1892.
Foi o primeiro grande símbolo do Sporting Clube de Portugal. Aos três anos adoeceu, e, por isso, os médicos, amigos e colegas de profissão do pai, aconselharam a sua família a sair de Lisboa, pois o menino precisava de ar livre. Por esta razão mudou-se para o Lumiar, que nessa época ficava fora da cidade, local onde cresceu e conheceu entre outros o neto do Visconde de Alvalade, José Holtreman Roquette.
Foi colega de carteira de Mário de Sá-Carneiro no Liceu Camões e referem-no como um aluno aplicado e que seria até uma referência na instituição, sabe-se que sua a dedicação ao Sporting roubou-lhe um curso de engenharia no Instituto Superior Técnico da Universidade Técnica de Lisboa.
O seu grupo de amigos, entre os quais se incluíam os seus irmãos António e José, resolveu formar um clube, o Campo Grande Football Club, este clube não era apenas um clube desportivo como também era um clube recreativo, estas duas posições confrontaram-se no dia 12 de Abril de 1906 num piquenique em Loures, ocorrendo uma cisão da qual originou uns meses mais tarde o Sporting Clube de Portugal.
Em 1908, Francisco Stromp, então com dezasseis anos, estreou-se na equipa principal do Sporting, equipa essa a que pertenceu até à época de 1923/1924|24, actuando como médio direito e a avançado centro, jogador de magníficos recursos foi o primeiro grande capitão e treinador de futebol do Sporting Clube de Portugal.
O Sporting Clube de Portugal, fundado em 1906, conquistou o primeiro título de Campeão de Lisboa em 1915 e em 1923, no mês de Maio, festejou o título pela quarta vez, com Francisco Stromp que era o capitão-geral do futebol, pois nessa altura a figura do treinador ainda não existia.
Diziam os companheiros que ele era a alma da equipa, apelava ao Sportinguismo de todos, e fazia-o de tal forma que conseguia sempre unir o grupo. Ficaram famosas as suas palestras no balneário, antes do início dos jogos, quando, muitas vezes com os olhos marejados de lágrimas, incitava os colegas a dignificarem o clube. Como capitão, tinha como competência, para além de liderar o grupo, enviar postais convocando os colegas para os treinos e para os jogos, para além de ter sido a alma da equipa, foi ele o principal impulsionador do Sporting quando o clube dava os primeiros passos, tendo-se tornado no principal ídolo dos adeptos leoninos e viveu o Sporting como poucos comportando-se como qualquer sócio ou atleta.
Também foi militar, sendo que era alferes da Escola de Oficiais e Milicianos de Cavalaria, no Forte da Ameixoeira, ainda esteve acampado em Monsanto, envolvido na preparação do golpe para a restauração da monarquia, em 1911, liderado por Paiva Couceiro, mas foram vencidos e por isso passaria dois meses na prisão dum quartel de Queluz, e não jogaria contra o Benfica, na vitória do Sporting por três a um no Campo Grande, haveria de regressar num jogo contra o Império em Palhavã, também com uma vitória de um a zero em que actuou na baliza.

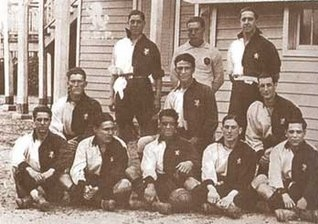
Francisco Stromp com uma das primeiras equipas do Sporting, está sentado no chão ao centro.

Francisco Stromp viveu quase exclusivamente para o Sporting, o clube era a sua grande e única paixão. Ele foi o companheiro exemplar, o dirigente que resolveu um sem-número de problemas, realizando-se numa entrega total ao próximo. O alto conceito em que tinha as virtudes do desporto e o respeito pela ética desportiva, faziam dele o amigo e cavalheiro sem limites, mesmo com os seus adversários das pugnas desportivas. Sendo também um atleta de eleição (foi também campeão nacional do disco pelo atletismo do clube), comandou a equipa campeã de Portugal em 1923, marcando o primeiro golo da final, jogou cento e sete partidas de leão ao peito, sendo capitão durante dez anos.
Ao exército seguiu-se a entrada no Banco Nacional Ultramarino, local onde subiu rápido na estrutura; mais tarde, tornou-se treinador, enquanto também era jogador, durante, pelo menos, dez épocas, bem como foi duas vezes Vice-presidente do Sporting.
Mas a doença, a sífilis, seria a sua sentença de morte. O seu pai, médico famoso, detectou-lhe o mal quando ele o surpreendeu a querer comer a sopa com um garfo. Na época, a sífilis era uma doença comum entre os clientes de prostitutas. Devido ao seu estado os erros no banco avolumavam-se.
A 1 de Julho de 1930, com trinta e oito anos, faleceu por vontade própria, na agonia da sua doença, escolhendo o dia em que o Sporting festejava o seu 24.º aniversário. Levantou-se cedo, mas em vez de ir para o Banco Nacional Ultramarino, como sempre ia, tomou o caminho da Estação de Comboios de Sete-Rios, quando se apercebeu do comboio, despiu o casaco e correu para ele de braços abertos. Assim se suicidou o primeiro treinador do Sporting.
Para trás, a nível desportivo ficaram chamadas à Selecção de Lisboa entre 1914/1917 e entre 1920/1922, foi chamado em 1913 para representar o futebol português no Brasil, somou ainda vinte e cinco internacionalizações.
Ficou sócio perpétuo n.º 3 do Sporting (número este que tinha na altura da sua morte, sendo que o mesmo nunca mais passará para outra pessoa), para além disso foi-lhe prestada uma homenagem póstuma em 26 de Outubro de 1990, tendo-lhe sido atribuída pelo Governo, a medalha de mérito Desportivo.
A Câmara Municipal de Lisboa atribuiu o seu nome à Rua Francisco Stromp, em Alvalade, Lisboa, na zona do Estádio José Alvalade, onde foi colocado um busto em bronze, evocativo deste símbolo eterno do Sporting Clube de Portugal. 
O seu nome é também ligado ao equipamento original do Sporting e ainda tem o seu nome associado ao mais alto galardão atribuído pelo Sporting, os prémios Stromp, que distinguem entre outros o melhor atleta, treinador, dirigente e futebolista.
Desde a fundação do Clube até ao dia da sua morte, nunca deixou de se confundir com o próprio Sporting, que mais não constituiu que o prolongamento afectivo da sua própria família. O seu amor pelo Clube era tal, que chegava a usar a camisola verde e branca por baixo da roupa do dia a dia.
Cem anos volvidos, está ainda por descobrir que tipo de carga social tinha esta figura emblemática do universo leonino, não só em termos desportivos, designadamente no âmbito da equipa de futebol, mas especialmente em termos globais, pois para além de ter estado na fundação do Sporting esteve envolvido neste clube como jogador, atleta, dirigente e como grande adepto.

## Títulos

### Como Jogador
- Um Campeonato Nacional (1922/23);
- Quatro Campeonatos de Lisboa.

### Como Treinador
- Oito Campeonatos de Lisboa.